# Bad Camberg
Bad Camberg is een gemeente in de Duitse deelstaat Hessen, gelegen in de Landkreis Limburg-Weilburg. De stad telt 14.184 inwoners.

## Geografie
Bad Camberg heeft een oppervlakte van 54,64 km² en ligt in het centrum van Duitsland, iets ten westen van het geografisch middelpunt.

## Delen van Bad Camberg
- Bad Camberg (Kernstadt)
- Dombach
- Erbach
- Oberselters
- Schwickershausen
- Würges

Bad Camberg ·
Beselich ·
Brechen ·
Dornburg ·
Elbtal ·
Elz ·
Hadamar ·
Hünfelden ·
Limburg a.d. Lahn ·
Löhnberg ·
Mengerskirchen ·
Merenberg ·
Runkel ·
Selters (Taunus) ·
Villmar ·
Waldbrunn (Westerwald) ·
Weilburg ·
Weilmünster ·
Weinbach